# بو عطني
بو عطني منطقة صناعية وسكنية شرقي وسط مدينة بنغازي الليبية، بها العديد من المصانع والعديد من المزارع والمساكن إضافة لعدد من المنشآت العسكرية.
ومن بينها مصانع للحليب ومشتقاته، ومصانع لمواد البناء والعديد من مصانع المشروبات كمصنع مشروبات بوعطني والمياه المعبأة، وتنقسم للمساكن وما تعرف باسم (أرض الكواديك) وبوعطنى الألبان وبها طريق المطار المؤدية إلى حى بنينا ومطار بنينا - بنغازي الدولي.
بوعطني سميت نسبة لولي صالح يدعى «سيدي بوعطني» المدفون قرب معسكر القوات الخاصة «الصاعقة» وتوجد بها حقفة (مغارة) «الجخ الكبير» التي تعتبر جزء من نهر الليثون الشهير في فترة الإغريق.